# Консервативная партия (ЮАР)
Консервативная партия ЮАР (африк. Konserwatiewe) — политическая партия в ЮАР.

## История
Была правой южноафриканской политической партией, которая хотела бы сохранить многие аспекты апартеида в последнем десятилетии системы, и сформировала официальную оппозицию в Палате собраний за последние семь лет правления меньшинства. Она быстро пошла на спад после окончания апартеида, прежде чем в 2004 году была объединена с Фронтом свободы.